# Mirosław Gołda
Mirosław Gołda (ur. 1957) – polski koszykarz występujący na pozycji środkowego, dwukrotny medalista mistrzostw Polski.

## Osiągnięcia
Na podstawie, o ile nie zaznaczono inaczej.
Klubowe
- Mistrz Polski (1979)
- Wicemistrz Polski (1978)
- Finalista Pucharu Polski (1980)
- Uczestnik rozgrywek:
  - Pucharu Europy Mistrzów Krajowych (1978)
  - Pucharu Europy Zdobywców Pucharów (1979 – TOP 8)
- Awans do najwyższej klasy rozgrywkowej (1976, 1982)